# Cañadón Anchorage
Cañadón Anchorage (englisch; in Argentinien Fondeadero Cañadón; in Chile Fondeadero Ábrego) ist ein Naturhafen an der Nordküste von Gibbs Island im Archipel der Südlichen Shetlandinseln.
Wissenschaftler einer argentinischen Antarktisexpedition (1954–1955) benannten sie. Das UK Antarctic Place-Names Committee übertrug diese Benennung 2003 ins Englische. Der weitere Benennungshintergrund ist nicht überliefert. Chilenische Wissenschaftler benannten sie dagegen nach Francisco Ábrego Diamantti, einem Offizier an Bord des Schiffs Covadonga während der 11. Chilenischen Antarktisexpedition (1956–1957), der dabei eine Anlandung auf der Peter-I.-Insel unternommen hatte.